# Eugenia ancorifera
Espèce
Eugenia ancorifera Amshoff est une espèce de plantes à fleurs de la famille des Myrtaceae et du genre Eugenia. C'est un arbuste endémique du Cameroun.

## Localisation
Eugenia ancorifera est une plante endémique du Cameroun, rare, qui n'est connue à ce jour qu'à travers un seul spécimen collecté en 1970 par René Letouzey, en bordure de la Sanaga.

## Description
Eugenia ancorifera est un arbuste très ramifié mesurant 2 m de haut, caractérisé par une écorce fine et des branches denses. Ses feuilles persistantes sont elliptiques, d'un vert brillant, et disposées de manière opposée le long des rameaux. Bien que la plante soit rare et endémique aux rives de la Sanaga au Cameroun, elle joue un rôle écologique important, notamment grâce à ses fruits rouges consommés par la faune locale.